# Flockigt knotterskinn
Flockigt knotterskinn (Hyphodontia floccosa) är en svampart som först beskrevs av Bourdot & Galzin, och fick sitt nu gällande namn av J. Erikss. 1958. Hyphodontia floccosa ingår i släktet Hyphodontia och familjen Schizoporaceae.   Inga underarter finns listade i Catalogue of Life.
I den svenska databasen Dyntaxa används istället namnet Kneiffiella floccosa för samma taxon.  Arten är reproducerande i Sverige.